# ارتش یکم جمهوری فدراتیو سوسیالیستی روسیه شوروی
ارتش یکم جمهوری فدراتیو سوسیالیستی روسیه شوروی یکی از یگان‌های ارتش سرخ در جنگ داخلی روسیه بود. این یگان دوبار ایجاد شد. این یگان بار نخست در مارس ۱۹۱۸ میلادی و هنگام اشغال اوکراین توسط آلمان و اتریش و بار دوم در ژوئن ۱۹۱۸ به عنوان بخشی از جبهه شرقی جمهوری فدراتیو سوسیالیستی روسیه شوروی ایجاد شد که در اوت ۱۹۱۹ به جبهه ترکستان منتقل شد و در ژانویه ۱۹۲۱ برچیده شد.

## تاریخچه
هنگامی که در ۱۷ مارس ۱۹۱۸ میلادی کنگره دوم شوراهای اوکراینی برگزار شد این کنگره تصمیم گرفت تا نیروی نظامی را برای مقابله با نیروهای خارجی و ضدانقلاب ایجاد نماید. پنج ارتش تشکیل شدند که در عمل هر یک تنها به اندازه یک تیپ توان داشت. ارتش اول در این ایام در نزدیکی پودیلسک و درگیری‌های پراکنده‌ای هم با آلمانی‌ها در اطراف ادسا داشت اما مجبور شد تا به تاگانروگ و روستوف-نا-دونو عقب بشیند و سپس هم برچیده شد.
بار دوم ارتشی با عنوان ارتش یکم در ۱۹ ژوئن ۱۹۱۸ برای مقابله با نیروهای سفید در شرق روسیه ایجاد شد. در آن سال این ارتش در عملیات‌های ارتش سرخ در شرق روسیه مشارکت داشت و هنگام آفند بهاره ارتش سفید روسیه در بهار ۱۹۱۹ میلادی دفاع از استرلیتاماک و اورنبورگ را به عهده داشت.
با آغاز ضدحمله ارتش سرخ در آوریل ۱۹۱۹ میلادی ارتش یکم به سمت جنوب و ترکستان پیش رفت تا در ۱۳ سپتامبر در تپه‌های مغالجار به نیروهای جمهوری خودمختار شوروی سوسیالیستی ترکستان رسید.
پس از آن ارتش یکم در جنوب اورال و ترکستان به جنگ علیه نیروهای ضدانقلابی مانند باسماچی‌ها ادامه داد و پس از برقراری تسلط کامل بر این ناحیه در ژانویه ۱۹۲۱ برچیده شد.

### فرماندهان
از فرماندهان معروف این یگان می‌توان به میخائیل توخاچفسکی و هایک بژشکیان اشاره کرد.